# Grad Krásna Hôrka
Grad Krásna Hôrka (slovaško Hrad Krásna Hôrka, madžarsko Krasznahorka vára) je grad na Slovaškem, zgrajen na vrhu hriba, ki gleda na vas Krásnohorské Podhradie blizu Rožňave, v Košiškem okraju. Prva omemba gradu je bila leta 1333. Leta 1961 je bila Krásna Hôrka razglašena za narodni kulturni spomenik Slovaške republike. Veljal je za enega najbolje ohranjenih gradov v državi. 10. marca 2012 je bil grad močno poškodovan v požaru, ker so najstniki malomarno odvrgli cigareto, ki je zažgala travo.

## Etimologija
Ime pomeni »lepa gora« (slovaško krásna - lepa, hôrka - majhna gora). Malo verjetna, a možna je izpeljava iz besede kras, ker je kras v bližini.

## Zgodovina
Grad so v 13. stoletju zgradili madžarski bratje Ákos na trgovski poti, ki je vodila iz Transilvanije skozi Košice v Spiš in današnjo Poljsko. Družina Ákos (ki se je kasneje preimenovala v Bebek) je živela v Krásni Hôrki od sredine 13. stoletja do leta 1566, razen kratkega obdobja, ko je nadzor nad gradom prevzela družina Mariássy. Leta 1578 je grad prešel v roke [Madžara] Pétra Andrássyja in ostal v lasti družine Andrássy do leta 1918 (leto ustanovitve prve češkoslovaške republike).
V letih 2010 in 2011 so grad prenovili in aprila 2011 ponovno odprli za javnost.

## Požar leta 2012
10. marca 2012 je grad močno poškodoval požar. Požar sta povzročila mlada ciganska fanta, ki sta poskušala prižgati cigareto in po nesreči prižgala travo na hribu, od koder se je razširil na grad.
Grajsko poslopje je utrpelo veliko škodo. Streha, razstavni prostor v gotskem palasu in zvonik so bili popolnoma uničeni. Trije zvonovi v zvoniku so se zaradi vročine stopili. Sprva so mislili, da je bilo veliko zgodovinskih artefaktov stavbe uničenih. Toda po besedah slovaškega notranjega ministra Daniela Lipšica je "...velika večina eksponatov ostala nepoškodovana". Daniel Krajcer, minister za kulturo, je komentiral, da je bil uničen le zgornji del gradu (vključno z zbirkami). Slovaški narodni muzej je izjavil, da je 90 % zbirk nepoškodovanih.

## V popularni kulturi
Madžarska ljudska balada Krasznahorka büszke vára (Ponosni grad Krásna Hôrka), ki se tradicionalno igra na tárogató (leseno pihalo), se zgleduje po gradu.